# Loch Davan
Loch Davan är en sjö i Storbritannien.   Den ligger i kommunen Aberdeenshire och riksdelen Skottland, i den norra delen av landet, 600 km norr om huvudstaden London. Loch Davan ligger 159 meter över havet.  I omgivningarna runt Loch Davan växer i huvudsak blandskog.